# 江南地不容
江南地不容（学名：Stephania excentrica）是防已科千金藤属的植物，是中国的特有植物。分布于中国大陆的贵州、湖南、江西、广西、福建、四川、湖北等地，生长于海拔600米至2,000米的地区，多生在林缘或林区路旁灌丛中，目前尚未由人工引种栽培。